# Rhynchostruthus louisae
Rhynchostruthus louisae е вид птица от семейство Чинкови (Fringillidae). Видът е почти застрашен от изчезване.

## Разпространение
Видът е разпространен в Сомалия.